# Ultramylonit

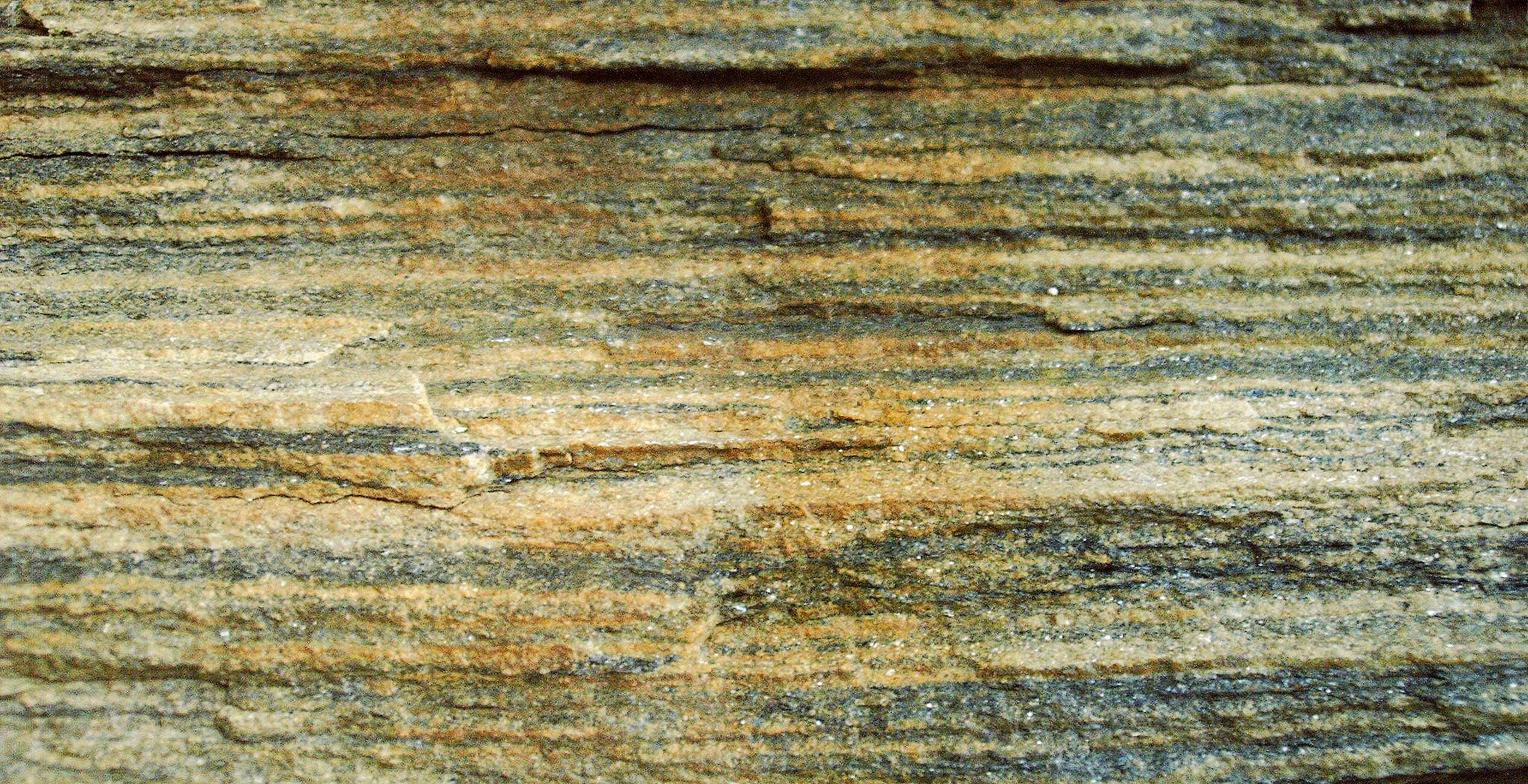
Gnejs ołówkowy wykształcony w postaci ultramylonitu, Doubravčany, k. Kutnéj Hory, Czechy

Ultramylonit – skała metamorficzna kataklastyczna, utworzona w warunkach bardzo silnego metamorfizmu dyslokacyjnego poprzez proces mylonityzacji. Powstała wskutek prawie całkowitego zmielenia skały pierwotnej. Zazwyczaj ma barwę szarą, jasnoszarą, żółtawą, brunatnawą i czerwonobrunatną. Odznacza się wybitnie kierunkowa teksturą, oraz strukturą afanitową. Często występuje w obrębie fyllonitów i pseudotachylitów. Należy do skał rzadkich, bywa spotykany u podstaw płaszczowin w Alpach. Ładnie wykształcony gnejs ołówkowy można spotkać w Czechach – Doubravčany, k. Kutnéj Hory.